# Fuxan os Ventos
Fuxan os Ventos, más habitualmente conocido como Fuxan, es un grupo de música gallega formado en 1972 en Lugo, en el seno del Colegio Menor del Santísimo Sacramento. El grupo participó, con el nombre de Folk 72 en el "III Festival Musical de San Lucas", de Mondoñedo, donde obtuvieron el primer premio con el tema "Fuxan Os Ventos". Desde ese momento, adoptaron ese nombre para el grupo.

## Historia
En 1973 el grupo participó en el III Festival Ría de Ares, en Puentedeume, logrando también el primer premio. Al año siguiente participaron en festivales en Ferrol y en  Madrid, logrando siempre el reconocimiento de la crítica y de la prensa especializada. 
En 1975 el grupo sufrió la primera escisión, al surgir dos tendencias en el grupo: una más orientada a un folklore universal, y otra más comprometida con el folklore, la cultura y la identidad gallega. Fue la segunda la que se impuso, comenzando así un recorrido por toda la provincia con un montaje denominado Galicia canta ó Neno, una representación sobre la manera de entender la Navidad en Galicia.
Poco después llegaron las primeras propuestas para grabar un disco a pesar de que, hasta entonces, habían sido reacios a ello. En 1976 llegan a un acuerdo con  Philips-Fonogram, recibiendo garantías de que podrían grabar con absoluta libertad, y en cualquier caso, como era su deseo, sin arreglos electrónicos. Fruto del acuerdo llegó, ese mismo año, su primer disco, Fuxan os ventos, y posteriormente otros tres: O Tequeletéquele , Galicia canta ó neno e Sementeira. Al mismo tiempo aumentó la difusión del grupo, actuando en Cataluña, Euskadi, Lisboa, Bruselas, París, Zúrich, Brest, así como en dos ediciones del Festival Intercéltico de Lorient, las de 1978 y 1979. 
En 1979 llega su mayor éxito con el disco Sementeira, al que seguiría un período de gran actividad, llegando a los cien conciertos en un año. Su quinto disco Quen a soubera cantar se grabó con la discográfica Ruada, en un fracasado intento por apoyar el primer sello discográfico gallego.

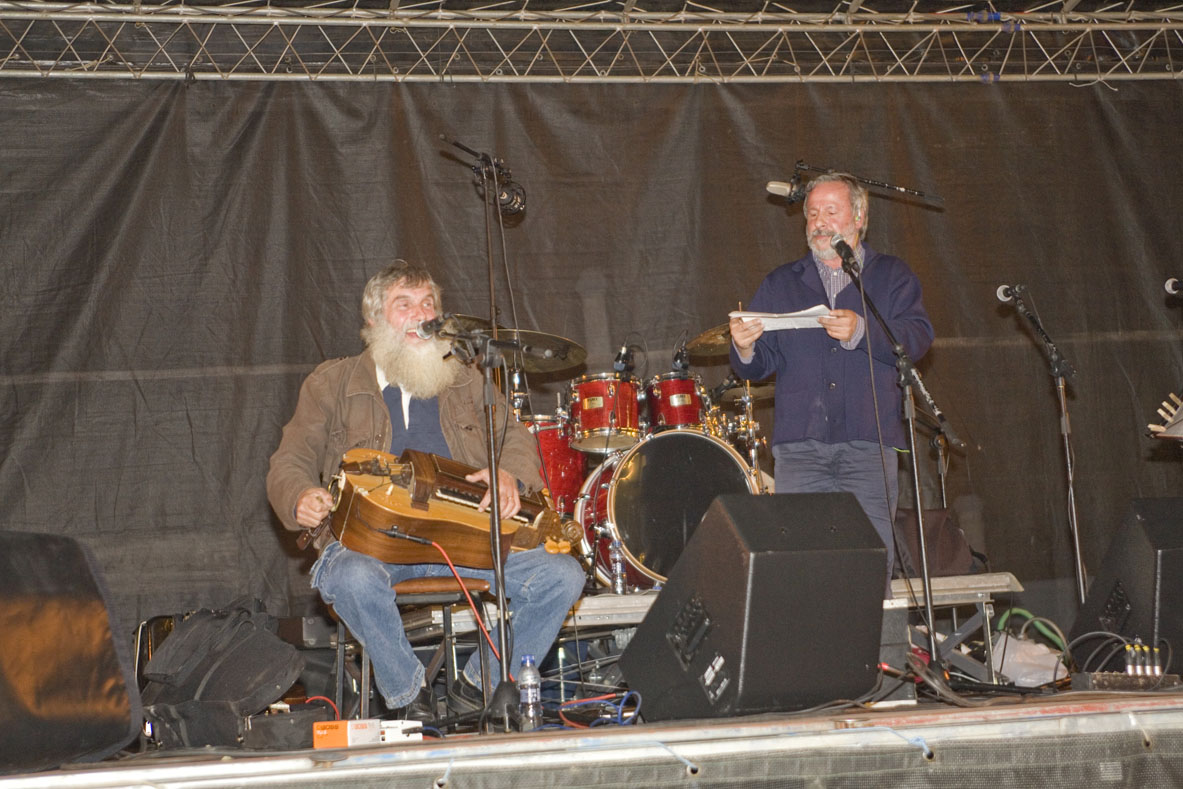
Mini y Mero tiempo después de dejar Fuxan os Ventos

Por Fuxan os ventos llegaron a pasar hasta 30 personas, hasta que a comienzos de 1983 se produjo la configuración definitiva, con la salida de dos de sus componentes (Xosé Luís Rivas Cruz y Baldomero Iglesias Dobarrio, que fundaron A Quenlla) y la incorporación de un trío de música tradicional. En esta nueva época el grupo graba con Fonomusic, en 1984 el disco Noutrora y continúa con  actuaciones en directo incrementando sus salidas fuera de Galicia, abriéndose a nuevos circuitos. En 1989 tuvo lugar su última actuación en directo.
Desde entonces, el grupo permanece inactivo de cara al público, rompiendo su silencio en contadas ocasiones: en mayo de 1993 participando en la Festa Labrega de Láncara, organizada por el Sindicato Labrego Galego para conmemorar la supresión de la llamada "cota empresarial agraria", y en 1997 en Lugo, para celebrar el vigesimoquinto aniversario de la Asociación Auxilia, con la que el grupo colaboraba desde su fundación. En 2007, aprovechando la invitación para leer el pregón de la Feira de Artesanos de Instrumentos Tradicionales que tiene lugar en el Festival de Pardiñas (Guitiriz), el grupo hace una pequeña actuación cantando seis temas de su repertorio.
Mientras tanto, el grupo sigue trabajando internamente. En 1999, tras quince años sin editar,  ese trabajo se materializa en la grabación del disco Sempre e máis despois,  compuesto exclusivamente por temas tradicionales. 
El disco Na Memoria dos tempos apareció en 2002. También participaron en la grabación de dos temas para el disco de canciones infantiles Pelo gato 24, editado por la Asociación de Gaiteiros en 2007. 
Terra de Soños, en 2010, reedita los clásicos del grupo.
En 2016 publicaron el single Galicia, con letra de un poema de Manuel María. En 2018 editaron el single Lúa de prata, con letra de la escritora María Victoria Moreno, homenajeada ese año con el Día de las Letras Gallegas.

### Significado social
Fuxan os Ventos no fue el único grupo de la época con un gran compromiso social, pero si el que más éxito obtuvo, llegando no sólo a la intelectualidad gallega vinculada a la canción protesta y a los cantautores, sino también a la Galicia más rural.
Si bien su repertorio inicial se basaba en la música folk universal, se fueron inclinando cada vez más hacia la música popular gallega, recogiendo cantigas, canciones tradicionales de los mayores de los pueblos e incluyendo temas de composición propia. En consonancia con la época en que estuvieron en activo (los finales del franquismo  y la transición), fueron asumiendo un compromiso social que se plasmó con la incorporación a su repertorio de la canción protesta y de poemas de otros autores, en una línea de oposición a la dictadura y de reivindicación de un pueblo, un idioma, y una cultura propia.
Sus letras, tanto las propias como las de otros poetas gallegos, abarcaron temáticas muy amplias, siendo unas veces reivindicativas (temas como la emigración, la Autonomía, la ecología, la pobreza...) o receptoras de una tradición oral con la que el grupo tuvo un contacto intenso. En ocasiones ambos aspectos se fundían, ya que en aquella época el solo hecho de cantar en gallego ya era reivindicativo.

## Miembros
- Antón Castro, zanfona, mandolina, voz
- Xosé Vázquez, percusión tradicional y voz
- Pedro Lucas, gaita, flautas y voz
- Xoan L. Fuertes Saavedra, guitarra, violín y voz
- Carmen Vázquez (Sés),voz
- Tereixa Novo, voz
- Maruxa Fociños, voz
- Alfonso Fernández, voz
- Moncho Díaz, voz, guitarra, flautas

## Discografía

#### Álbumes de estudio
- 1976: Fuxan os Ventos
- 1977: O Tequeletequele
- 1978: Sementeira
- 1978: Galicia canta ó neno
- 1981: Quen a soubera cantar
- 1984: Noutrora
- 1999: Sempre e máis despois
- 2002: Na memoria dos tempos

#### Álbumes en directo
- 2009: Terra de soños

#### EP y sencillos
- 1977: Fuxan os Ventos
- 1979: Sementeira
- 1981: O meu amor mariñero/Pra onde vas María
- 1999: Rorró
- 2016: Galicia
- 2018: Lúa de prata

#### Recopilatorios
- 1980: Chegaremos
- 1982: Cantigas dun pobo
- 1982: Fuxan os Ventos
- 1987: O mellor
- 1993: O mellor de Fuxan os Ventos
- 1999: Sus primeros álbumes en Discos Philips (1976-1978)